# Arseni Wassiljewitsch Woroscheikin

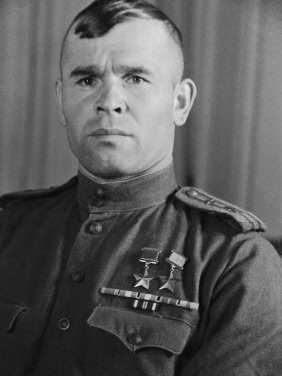
Arseni Wassiljewitsch Woroscheikin, 1944

Grabstein mit Porträt Woroscheikins auf dem Friedhof Trojekurowo in Moskau

Arseni Wassiljewitsch Woroscheikin (russisch Арсений Васильевич Ворожейкин; * 15. Oktoberjul. / 28. Oktober 1912greg. in Prokofjewo (Gouvernement Nischni Nowgorod); † 23. Mai 2001) war ein sowjetischer Pilot und zweifacher Held der Sowjetunion.

## Leben
Woroscheikin diente von 1931 bis 1932 in der Roten Armee und trat anschließend in die Kommunistische Partei ein. Von 1934 bis 1937 absolvierte er eine Ausbildung zum Militärflieger und wurde als politischer Kommissar zu einer Jagdstaffel versetzt.
Im Jahr 1939 nahm er während der Grenzstreitigkeiten am Chalchin Gol erstmals an Kampfhandlungen teil und konnte mit seinem Flugzeug vom Typ I-16 bei 30 Einsätzen sechs japanische Flugzeuge abschießen. Bei einem Einsatz wurde Woroscheikin selbst von I-97-Jagdflugzeugen abgeschossen. Zwar gelang ihm anschließend eine Notlandung, jedoch überschlug sich sein Flugzeug und er zog sich einen Kompressionsbruch am Rückgrat zu. Nach seiner Genesung setzte er trotzdem seine Fliegerlaufbahn fort, auch wenn ihm seine Verletzung in deren Verlauf immer wieder Erschwernisse bereitete. Im finnisch-sowjetischen Winterkrieg wurde er ebenfalls eingesetzt, erzielte dort aber keine Abschüsse.
Nach dem Überfall auf die Sowjetunion diente er ab August 1942 abwechselnd bei der Kalininer-, Woronescher- und 1. Ukrainischen Front. Während der Schlacht bei Kursk flog er innerhalb des 728. Jagdfliegerregiments eine Jak-7B und schoss im Zeitraum vom 14. Juli bis zum 4. August 1943 neun Flugzeuge ab. Am 4. Februar 1944 wurde Woroscheikin nach 78 Frontflügen und 32 Luftkämpfen zum Helden der Sowjetunion und zum Staffelkommandeur beim 728. IAP bei gleichzeitiger Beförderung zum Hauptmann ernannt. Bis dahin hatte er 19 bestätigte Abschüsse. Zum zweiten Mal erhielt er die Auszeichnung am 19. August 1944 nach 300 Frontflügen, 90 Luftkämpfen und 52 Abschüssen. Woroscheikin wurde stellvertretender Kommandeur des 32. Gardejagdfliegerregiments.
Ab Oktober 1944 wurde er von der Front zurückgerufen und als Instrukteur eingesetzt. Woroscheikin war dafür bekannt, aus kürzester Entfernung und möglichst mit dem ersten Feuerstoß zu treffen. Diese Kampftaktik versuchte er bei der Ausbildung den ihm unterstellten Nachwuchspiloten weiterzugeben. Das Kriegsende erlebte er als Major und übernahm danach das Kommando über verschiedene Fliegereinheiten, ehe er 1952 die Generalstabsakademie abschloss und stellvertretender Kommandeur der Luftverteidigung der Schwarzmeerflotte wurde. 1957 wurde Woroscheikin im Range eines Generalmajors der Flieger zur Reserve abberufen.
Woroscheikin war vierfacher Träger des Rotbannerordens und des Leninordens. Er veröffentlichte einige Bücher über seine Kriegserlebnisse, von denen „Jagdflieger“ ins Deutsche übersetzt erschien.

## Auszeichnungen
Beförderungen
- 6. November 1937: Leutnant
- 24. Januar 1939: Oberleutnant
- 12. April 1943: Hauptmann
- 4. April 1944: Major
- 14. März 1948: Oberstleutnant
- 22. Juni 1951: Oberst
- 31. Mai 1954: Generalmajor

- 2 × Held der Sowjetunion (4. Februar 1944[4] und 19. August 1944)
- Leninorden (4. Februar 1944)
- 4 × Rotbannerorden (29. August 1939, 11. August 1943, 16. Mai 1947 und 20. April 1953)
- Suworow-Orden III. Klasse (21. August 1944)
- Alexander-Newski-Orden (31. Dezember 1943)
- Orden des Vaterländischen Krieges I. Klasse (11. März 1985)
- 2 × Orden des Roten Sterns (6. November 1947 und 4. Juni 1955)
- Medaille „Für Verdienste im Kampf“ (3. November 1944)
- Distinguished Flying Cross (Vereinigte Staaten) (12. Juni 1944)